# De Havilland Canada DHC-7 Dash-7
de Havilland Canada DHC-7 Dash-7 – kanadyjski samolot pasażerski krótkiego startu i lądowania, mogący zabrać na pokład do 50 pasażerów. Samolot Dash-7 był produkowany od 1975 do 1988 roku, kiedy to firma De Havilland Canada została wykupiona przez Boeinga.